# 朱沱镇
朱沱镇，是中华人民共和国重庆市永川区下辖的一个乡镇级行政单位。

## 行政区划
朱沱镇下辖以下地区：
港口社区、福龙桥社区、汉东村、围子山村、水渡滩村、新岸山村、涨谷村、九层岩村、马道子村、转龙村、福良村、石碓窝村、滩子口村、四明村、江永村、龙宝山村、龙汇垭村、大河村、笋桥村和四望山村。